# 亞洲-太平洋戰區
亚太战区是指第二次世界大战中1941–1945年的太平洋战争中美军的一个作战的战区。
从1942年中期到1945年战争结束，太平洋地区拥有两个美国作战司令部。
- 太平洋地区（POA）由太平洋地区总司令切斯特·尼米兹海军上将指挥，分为中太平洋地区，北太平洋地区和南太平洋地区。
- 西南太平洋地区（SWPA）由西南太平洋地区最高联合指挥官道格拉斯·麦克阿瑟陆军上将指挥。

1945年，美军增设由卡尔·A·斯帕茨将军指挥的美国太平洋战略空军。由于美国陆军和美国海军在太平洋战区作战时角色互补，因此没有像欧洲战区的德怀特·D·艾森豪威尔将军这样，设立单一的盟军或美军司令官。亚太战区没有实际的指挥，相反，亚太战区被分为西南太平洋战区，太平洋战区和其他战区，例如中缅印战区。